# Huperzia sprengeri
Huperzia sprengeri är en lummerväxtart som först beskrevs av Hermann Nessel, och fick sitt nu gällande namn av Josef Holub. Huperzia sprengeri ingår i släktet lopplumrar, och familjen lummerväxter. Inga underarter finns listade i Catalogue of Life.